# Björntjärnen (Skorpeds socken, Ångermanland)
Björntjärnen är en sjö i Örnsköldsviks kommun i Ångermanland och ingår i Nätraåns huvudavrinningsområde. Sjön har en area på 0,0652 kvadratkilometer och ligger 366,7 meter över havet.

## Delavrinningsområde
Björntjärnen ingår i det delavrinningsområde (702390-159729) som SMHI kallar för Utloppet av Oppsjön. Medelhöjden är 315 meter över havet och ytan är 11,53 kvadratkilometer. Räknas de 9 avrinningsområdena uppströms in blir den ackumulerade arean 42,76 kvadratkilometer. Sörån som avvattnar avrinningsområdet har biflödesordning 2, vilket innebär att vattnet flödar genom totalt 2 vattendrag innan det når havet efter 64 kilometer. Avrinningsområdet består mestadels av skog (69 procent). Avrinningsområdet har 1,53 kvadratkilometer vattenytor vilket ger det en sjöprocent på 13,3 procent.